# Grijze roodstaartpapegaai

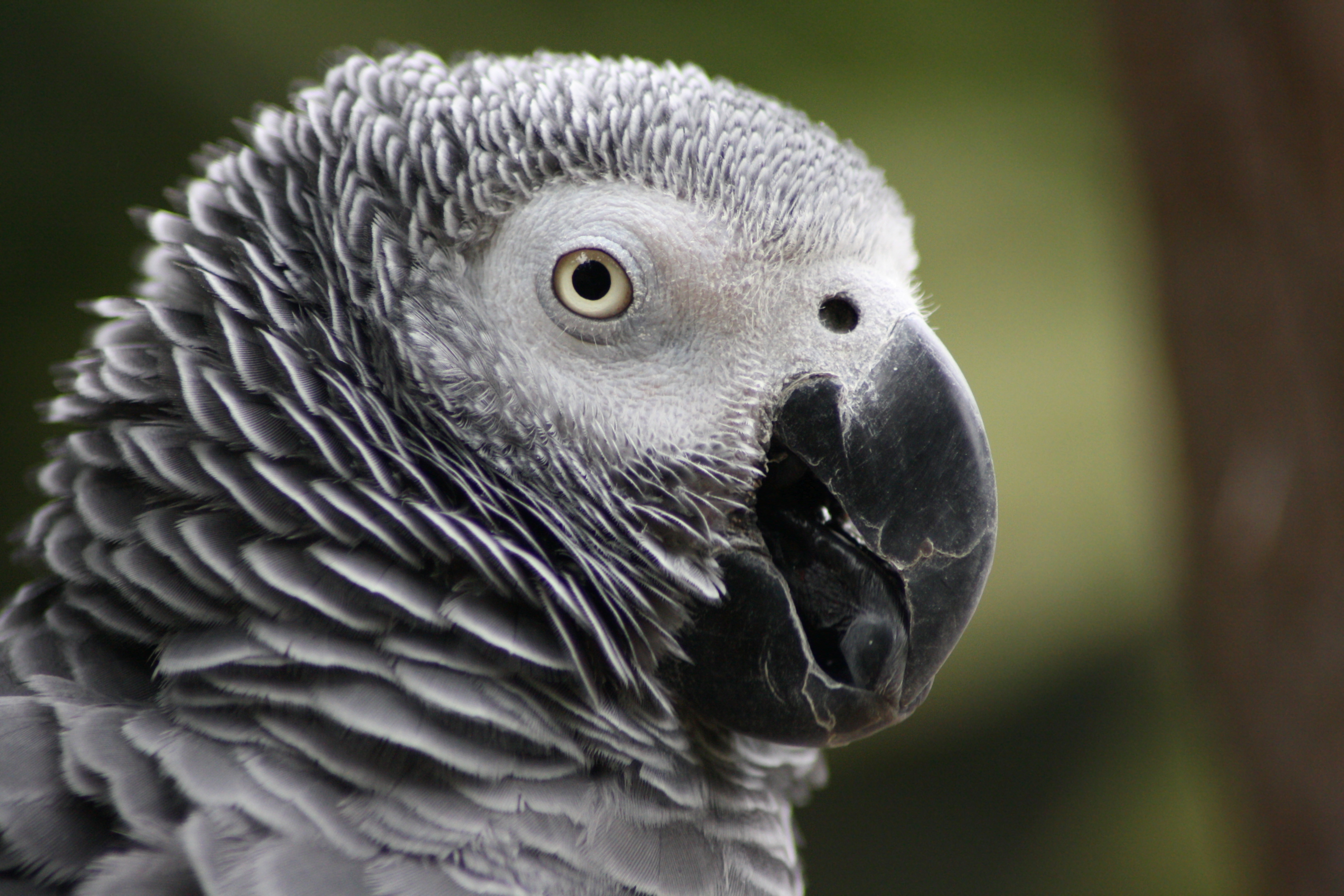
Kop van de grijze roodstaart

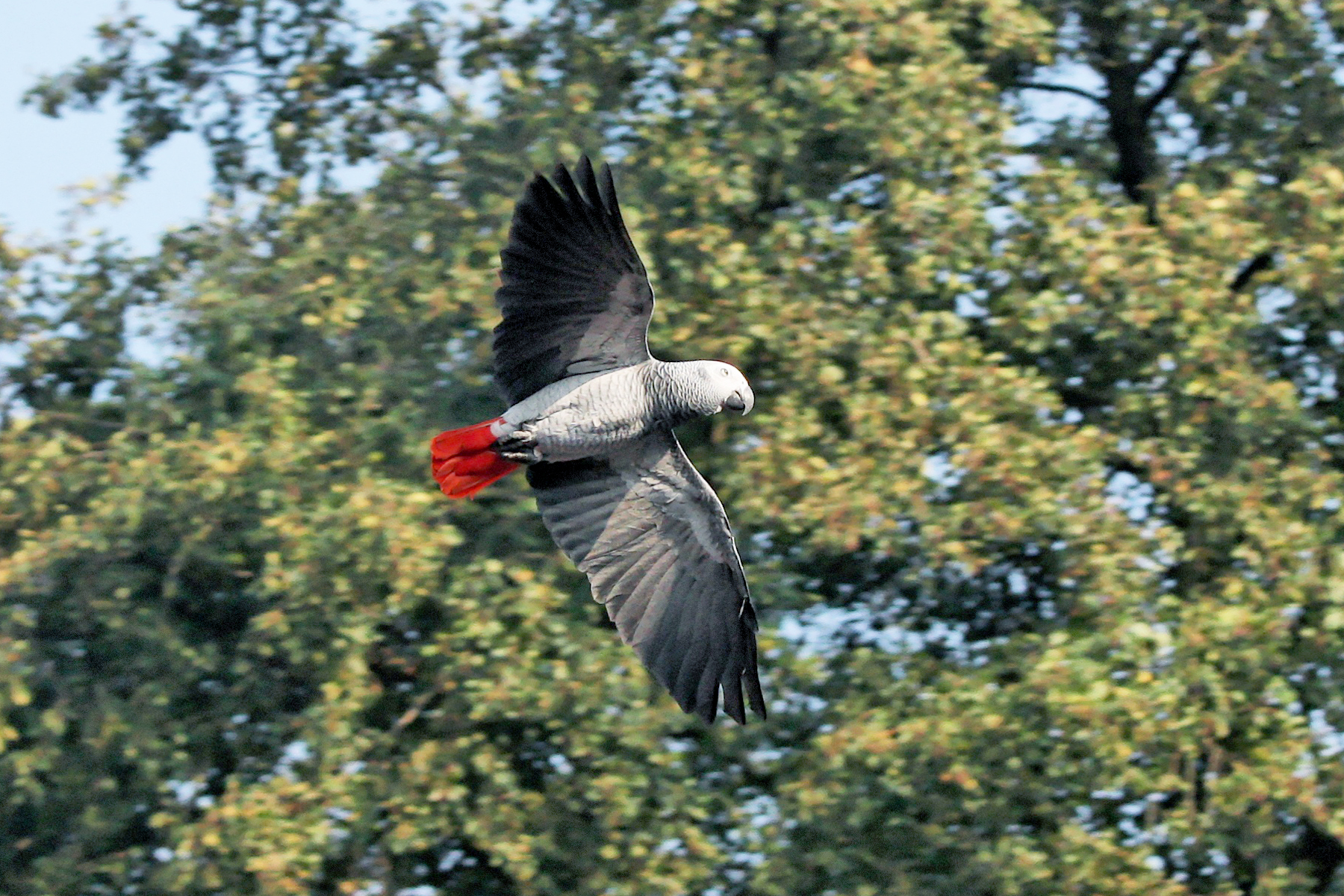
Grijze roodstaart in vlucht

De grijze roodstaartpapegaai (Psittacus erithacus) is een papegaaiachtige uit de familie papegaaien van Afrika en de Nieuwe Wereld (Psittacidae). De wetenschappelijke naam van de soort werd in 1758 gepubliceerd door Carl Linnaeus. De vogel komt voor in Midden-Afrika en wordt veel als huisdier gehouden in Europa, de Verenigde Staten en het Midden-Oosten.

## Kenmerken
Deze vogel heeft een effen zilvergrijs verenkleed, rond de ogen een lichtgrijze huid en een korte rode staart. Lengte van kruin tot staartpunt is ongeveer 35 tot 40 centimeter.

## Verspreiding en leefgebied
De vogels komen van nature voor in equatoriaal Afrika. Het oorspronkelijke leefgebied bestaat uit dicht regenwoud, bossavanne, bosranden, mangrovebos, agrarisch landschap en tuinen.

## Ondersoorten
Er werden twee ondersoorten onderscheiden, waarvan de tweede inmiddels echter als een aparte soort wordt opgevat:
- P. e. erithacus – deze heeft grijze veren, een zwarte snavel en een felrode staart; komt voor in Midden- en West-Afrika.
- P. e. timneh Fraser, 1844 – deze is kleiner, heeft een meer donkergrijs verenkleed, een bruinroze snavel en een roestbruine staart; komt voor in West-Afrika: Ivoorkust, Liberia, Guinee en Sierra Leone; wordt inmiddels als aparte soort opgevat, zie timnehpapegaai (Psittacus timneh).

## Roep
Net als alle andere vogels hebben de papegaaien géén stembanden. Ze communiceren met elkaar met harde schreeuw- en fluittonen door trillingen in de syrinx. Ze kunnen enorm goed geluiden imiteren en in gevangenschap kunnen ze tot wel 750 verschillende woordjes leren. Berucht zijn ringtones, die de papegaai steeds uit het hoofd leert. Er zijn echter ook grijze roodstaartpapegaaien die helemaal géén woord leren spreken.

## Natuurlijk gedrag
John Gerrard Keulemans was rond 1865 een van de eerste Nederlandse ornithologen die het Ilhado de Principe bezocht en er waarnemingen deed aan tal van vogelsoorten, waaronder de grijze roodstaartpapegaai. Hij schreef er later over in Onze vogels in huis en tuin. De tekst bevat een uitgebreide beschrijving van het natuurlijke gedrag. Ook in het ornithologisch verslag van zijn reis naar de Kaapverdische eilanden en Principe in het Nederlandsch Tijdschrift voor Dierkunde van 1866 noemt hij de grijze roodstaartpapegaai.
De grijze roodstaartpapegaai is een typische boomvogel en leeft in tropische regenwouden, mangroven en de vochtige savannen. Aan de randen van het woud in het overgangsgebied naar het open land vindt hij zijn ideale habitat. De roodstaartpapegaai is schuw en blijft weg van mensen, dorpen en steden.
De grijze roodstaartpapegaai kiest een partner voor het leven; samen maken ze een nest in boomholtes. Het wijfje krijgt buiten het regenseizoen 2 tot 5 eieren waarop ze gedurende ongeveer 4 weken broedt terwijl de man oppast en voor het eten zorgt. Beide ouders verzorgen de kuikens gedurende ongeveer 3 maanden. Ze brengen de dag door met hun partner en soms in kleine groepjes van pakweg 20 tot 30 vogels. Als het begint te schemeren, vormen ze grotere groepen en gaan gezamenlijk op zoek naar voer. Ze vliegen rechtlijnig en soms op grote hoogte.

## Dieet
In het wild worden naast palmnoten (ongeveer 80% van hun dieet) vruchten, noten, bessen, zaden, bloemen en bloemknoppen gegeten.
In gevangenschap eten veel grijze roodstaartpapegaaien een mix van zaden, fruit en groenvoer. Een zadenmix werkt echter het selectief voeren of 'browsing' in de hand, waarbij de vogel alleen de lekkerste zaadjes eet en de rest negeert. Het gevolg is dat een vogel een dieet binnenkrijgt dat deficiënt is aan vele voedingsstoffen waaronder vitamine A en aminozuren, en een te hoge verhouding calcium/fosfaat bevat
Voedingsdeficiëntie is de meest voorkomende oorzaak van ziektes bij vogels die als gezelschapsdier worden gehouden. Daarom is het zeer aan te raden om de grijze roodstaartpapegaai een goed pelletvoer te geven.
Grijze roodstaartpapegaaien mogen, net als elke papegaai, groenvoer en fruit alleen als traktatie krijgen naast een uitgebalanceerd dieet. Te veel fruit verhoogt de energiedichtheid van de maaltijden en werkt obesitas en voedingsdeficiënties in de hand. Als traktatie kan men de vogel kleine stukjes banaan, peer of appel geven, maar de normale brokjes, uit de hand gegeven, worden door het dier ook gewaardeerd en hebben geen nadelige effecten op de gezondheid.

## Status als beschermde diersoort
Natuurlijke vijanden zijn roofvogels en slangen. Kuikens worden ook wel door apen uit de nesten gehaald. Maar de populatie-aantallen nemen vooral af door habitatverlies. Het leefgebied wordt aangetast door ontbossing waarbij natuurlijk bos wordt omgezet in gebied voor agrarisch gebruik en menselijke bewoning, waardoor grote bomen verdwijnen met natuurlijke holen waarin de vogels kunnen nestelen. Om deze redenen staat deze soort sinds 2016 als bedreigd op de Rode Lijst van de IUCN. De vogel staat opgenomen in Bijlage I van het CITES-verdrag.

## Intelligentie
De grijze roodstaartpapegaai staat bekend als een erg intelligente diersoort, waar veel onderzoek naar gedaan wordt. Het dier kan tot 100 mensenwoorden leren en die plaatsen binnen een context, wat verder gaat dan imitatie. Ze kunnen objecten identificeren op basis van kleur, materiaal, vorm en aantal. In de spiegeltest - die gebruikt wordt om zelfbewustzijn te testen - is het resultaat niet eenduidig, maar dat impliceert niet per se dat het dier geen zelfbewustzijn heeft. Ze vertonen ook probleemoplossend vermogen en complexe sociale vermogens, zoals elkaar helpen.

## Bekende exemplaren

### Alex
Een opmerkelijke grijze roodstaartpapegaai is Alex (Avian Learning EXperiment). Deze papegaai werd van jongs af aan door de Amerikaanse onderzoeker Irene Pepperberg getraind om te onderzoeken welke mogelijkheden hij had om de menselijke taal te gebruiken. Alex leerde onder andere vragen stellen, verzoeken weigeren, voorwerpen benoemen, de overeenkomsten dan wel verschillen tussen voorwerpen benoemen en tellen. Alex is in september 2007 op 31-jarige leeftijd overleden.

### Polly Grey
Een andere bekende grijze roodstaartpapegaai is Polly Grey, mascotte van het 322 squadron van de Koninklijke Luchtmacht